# Franz Christian Naunyn
Franz Christian Naunyn (* 29. September 1799 in Drengfurt in Ostpreußen; † 30. April 1860 in Berlin) war Jurist und Oberbürgermeister von Berlin.

## Leben
Als Sohn des früh verstorbenen Bürgermeisters von Drengfurt begann Franz sein Rechtswissenschaftsstudium in Königsberg. Nach dem Studienabschluss arbeitete er als Syndikus bei mehreren preußischen Behörden und der Eisenbahn.

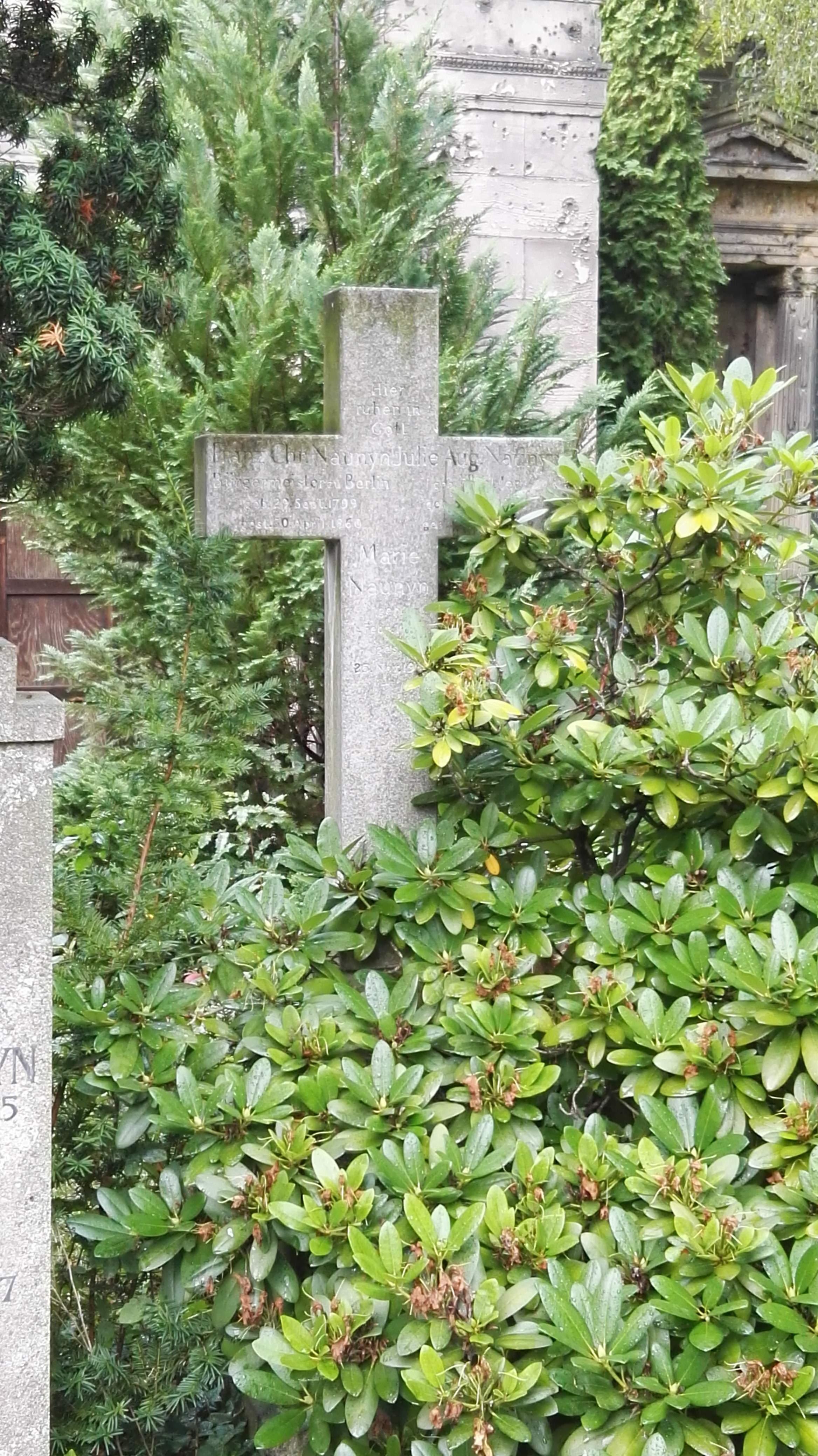
Grab von Franz Christian Naunyn in Berlin-Kreuzberg

1844 ließ er sich zum Bürgermeister von Berlin wählen (unter dem Oberbürgermeister Heinrich Wilhelm Krausnick) mit der Hoffnung auf dessen Nachfolge. Seine liberale Haltung und sein Eintreten für eine Verfassung verhinderten jedoch die Unterstützung des Hofes und der Mehrheit der konservativen Stadträte.
Sein entschiedenes Auftreten während der Revolutionstage um den 18. März 1848 und die führende Teilnahme bei der Audienz beim König Friedrich Wilhelm IV. im Berliner Schloss machten ihn bei der Bevölkerung populär. So forderte er bei dieser Gelegenheit energisch den Rückzug der Truppen aus den Straßen Berlins. Nach der Abwahl von Heinrich Wilhelm Krausnick als Oberbürgermeister am 21. März 1848 wurde Naunyn amtierender Oberbürgermeister von Berlin von 1848 bis 1850.
Mit der im Herbst an Macht gewinnenden Reaktion schwanden allerdings seine Chancen auf eine Wahl zum Oberbürgermeister. 1850 fiel die Wahl für einen neuen Oberbürgermeister wiederum auf den 1848 abgewählten Heinrich Wilhelm Krausnick.
Naunyn wurde in Gumbinnen in die dortige Freimaurerloge Zur goldenen Leyer aufgenommen und 1845 in der Berliner Loge Zum goldenen Schiff affiliiert. Von 1847 bis 1849 und von 1857 bis 1860 leitete er letztere als Meister vom Stuhl.
Sein Sohn Bernhard Naunyn (1839–1925) war Arzt, Internist und Krebsforscher.
Franz Christian Naunyn starb 1860 im Alter von 60 Jahren in Berlin. Beigesetzt wurde er auf dem Friedhof II der Jerusalems- und Neuen Kirche vor dem Halleschen Tor, wo später auch sein Sohn Bernhard seine letzte Ruhestätte finden sollte. Ein gesockeltes Marmorkreuz markiert die Grabstelle.

## Ehrungen
Nach ihm benannt ist die Naunynstraße in Berlin-Kreuzberg.